# Cryptomys nimrodi
Cryptomys nimrodi es una especie de roedor de la familia Bathyergidae oriunda de Zimbabue.